# William Cowper

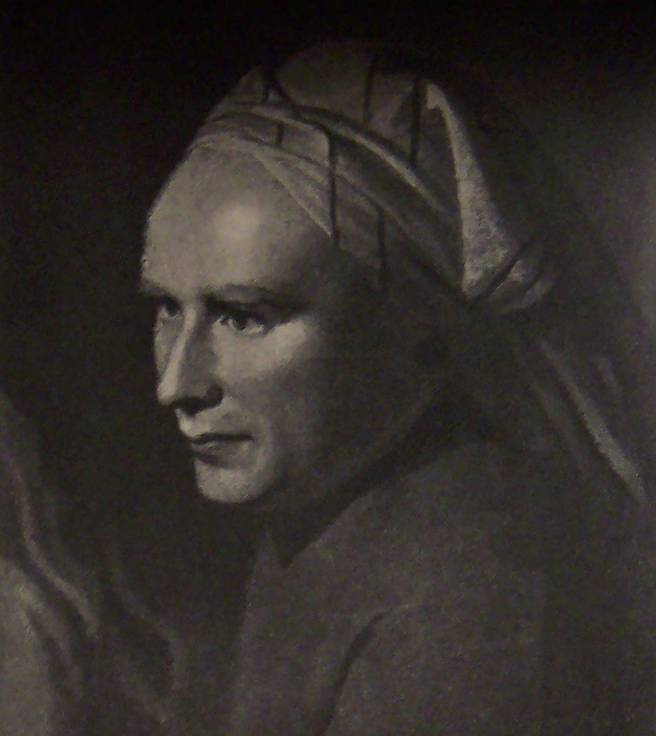
William Cowper

William Cowper (n. 26 noiembrie 1731, Berkhamsted, Herford — d. 25 aprilie 1800, East Dereham, Norfolk) a fost un avocat și poet englez.
Toată viața a suferit de instabilitate mentală și de spepticism religios. Opera sa, ce evidențiază adeseori viața rurală de fiecare zi, a adus o nouă direcție și un nou umanism în poezia despre natură a sec. XVIII, fiind premergătoare romantismului.

## Opere
- John Gilpin (1782)
- Olney-Hymns (1779)
- The Task (1785)